# Ступино (Рамонский район)
Ступино — село в Рамонском районе Воронежской области.
Административный центр Ступинского сельского поселения.

## История
Впервые село упоминалось в «Дозорной книге» 1615 года и числилось за «детьми боярскими и атаманскими». Ступинские атаманы внесли вклад в освоение Дикого поля и защиту русских земель от татарских набегов.Возникло в конце XVI века как атаманское поселение. В 1615 году в Ступино было атаманских дворов 33, дворов детей боярских — 4 и несколько крестьянских. Первая церковь Дмитрия великомученика была выстроена в селе в 1625г. В 1689г. на ее месте строится вторая церковь. Во второй половине ХYIII в. в Ступино строились струги. А с 1697 по 1713гг. на ступинской верфи по Указу Петра I строились суда для русского военного флота. За этот период здесь было выстроено 15 боевых кораблей и более 1000 небольших судов.В 1776г. в Ступино строится новая Воскресенская церковь, вместо прежней — Дмитриевской. В 1859г. в селе в 107 дворах проживало 1208 человек. В 1900г. население составляло 1921 жителей. Было 272 дворов, одно общественное здание, школа грамоты, 2 мелочные лавки.

## География
Расположено на левом берегу р. Воронеж при впадении в нее небольшой речки Ивницы. 

### Улицы
| - ул. Агрономическая - ул. Весёлая - ул. Зубарева - ул. Кирова - ул. Ленина - ул. Лесная - ул. Луговая - ул. Мира - ул. Набережная | - ул. Озёрная - ул. Октябрьская - ул. Приозёрная - ул. Речная - ул. Совхозная - ул. Сосновый бор - ул. Центральная - ул. Чернышова | - пер. Совхозный - пер. Центральный |

## Население
| 1859 | 1897  | 2010 |
| ---- | ----- | ---- |
| 1208 | ↗1889 | ↘605 |